# Cis rotundulus
Cis rotundulus är en skalbaggsart som beskrevs av Lawrence 1971. Cis rotundulus ingår i släktet Cis och familjen trädsvampborrare. Inga underarter finns listade i Catalogue of Life.